# Brachymacroma rufithorax
Brachymacroma rufithorax är en skalbaggsart som beskrevs av Ernst Gustav Kraatz 1896. Brachymacroma rufithorax ingår i släktet Brachymacroma och familjen Cetoniidae. Inga underarter finns listade.